# 足立区女性教諭殺害事件
足立区女性教諭殺害事件 （あだちくじょせいきょうゆさつがいじけん）は、1978年（昭和53年）8月に東京都足立区の区立中川小学校に勤めていた女性教諭が失踪した事件。未解決事件となっていたが、殺人罪の公訴時効（15年）が成立した後の2004年（平成16年）になって、失踪当時に学校の警備を担当していた男が女性教諭を殺害したことを自供し、殺人事件であったことが発覚した。

## 事件の概要

### 女性教師Iの失踪
被害者である女性教諭I（当時29歳）は事件発生当時、足立区立中川小学校に勤めていたが、1978年5月3日に故郷の北海道で父親が死去した。8月15日、Iは当直当番であるにもかかわらず何ら連絡もないままに出勤しなかった。それまでIは無断で学校を休んだことなどなかったため、不審に思った校長はIの実家に電話したが、母親もIの所在を知らず捜索願を出した。Iが最後に目撃されたのは前日の14日のことであり、Iの最後の目撃者は小学校で警備員をしていた男Wだった。
警察も事件として捜査していたもののIを発見できずにいた。またIの失踪から10年後の1987年の大韓航空機爆破事件において、北朝鮮工作員の金賢姫の日本語教師である李恩恵がIと似ていると特定失踪者問題調査会から指摘を受け、Iの家族は北朝鮮に拉致された日本人を救出するための全国協議会に参加した。2003年には『特定失踪者リスト』にIの名前が掲載された。

### 殺人の発覚
事件から26年後の2004年8月21日、元警備員のWが警視庁綾瀬警察署に自首し、Ｉの殺害を自供した。なおWの自首の動機は良心の呵責ではなく、遺体を隠匿していた元の自宅が道路拡張のための土地区画整理の対象となり、立ち退きを余儀なくされ、死体が発見されることは避けられないと思っての告白であった。
Wの元自宅を捜索したところ、一階和室の床下約1.1メートルから防水シートにくるまれた一部白骨化した遺体やIの所持品がWの供述の通り発見され、DNA型鑑定の結果、遺体はIのものであることが確認された。これにより、IはWによって殺害され、当時一番長い公訴時効の15年を過ぎるまで隠されていたことが明らかとなった。なお、Wは事実の発覚を防ぐため、自宅の周囲にブロック塀や有刺鉄線を張り巡らせ、アルミ製の目隠し等で囲んで外部から遮蔽したり、サーチライトや赤外線防犯カメラを設置するなどしていた。
犯行の詳細についてはWの一方的な証言しかないが、それによれば校内で肩がぶつかったことから口論となり、騒がれたので校内で殺害したということである。遺族は被害者について「人と争うことのない穏やかな人だった」としてこの供述の信憑性を否定しており、真相は不明である。殺人罪の公訴時効（当時は15年）が成立していたため、Wを殺人罪で起訴することができなかった。

### 民事裁判
事件発覚後の2005年、Iの母親は後見人をつけた。Iの遺族は、Wの固定資産を仮差し押えした上、Wに対し民事訴訟を起こした。請求総額は約1億8000万円で、そのうち母親が約1億3000万円、後見人ともう一人の遺族が残りの額を請求した。
2006年（平成18年）9月26日、東京地裁（永野厚郎裁判長）は被告Wの行為を「殺人」（1978年時点）と「遺体の隠匿」（2004年時点）に分けて検討した上で、「殺人」については民事上でも時効が成立しており、被害者Iの遺体を頻繁に移動させていた「遺体の隠匿」についてのみWの責任を認定して330万円の賠償を命じた判決を言い渡したが、原告である遺族は控訴。
これに対し、東京高裁は2008年（平成20年）1月31日、上記地裁判決を破棄し、被告Wによって「遺体の隠匿」され続けたために「殺人」が判明しない中で「殺人」を基点として除斥期間を認めることが「著しく正義・公平の理念に反する」場合など一定の条件下においては除斥期間の効果は排除されるとして、「殺人」と「遺体の隠匿」を一連の行為と認定したことで、「殺人」についてもWの責任を認め、約4255万円の支払いを命じる判決を言い渡した。
2009年（平成21年）4月28日、最高裁第三小法廷（那須弘平裁判長）は、被告Wの上告を退け、判決が確定した。

## 法改正
2010年（平成22年）4月の第174回国会において、刑法及び刑事訴訟法の一部を改正する法律案（閣法、平成22年法律第26号）が成立し、刑法および刑事訴訟法が改正された。
このため「人を死亡させた犯罪であって法定刑の上限が死刑であるもの」については、公訴時効が撤廃された。